# 2019-es Eurovíziós Ázsia-dalfesztivál
A 2019-es Eurovíziós Ázsia-dalfesztivál lesz az első Eurovíziós Ázsia-dalfesztivál, melynek hivatalosan bejelentett, pontos helyszíne és időpontja még nem ismert, azonban a legnagyobb valószínűséggel az ausztráliai Gold Coastban található Gold Coast Kongresszusi és Kiállítási Központ ad otthont a rendezvénynek. A döntőre az előzetes tervek szerint 2019. december 7-én kerül sor.
Az előzetes hírek szerint 17 ország erősítette meg részvételét a dalfesztiválra.

## A helyszín és a verseny

### A helyszín
A verseny hivatalosan bejelentett, pontos helyszíne még nem ismert, azonban eredetileg három város (Hongkong, Szingapúr és Sydney) jelezték, hogy otthont adnának a rendezvénynek. Az eredeti tervek szerint utóbbi rendezte volna a legelső dalfesztivált 2017 márciusában, ez azonban főként politikai okok miatt nem valósult meg. Végül 2017. augusztus 18-án jelentették be hivatalosan, hogy 2018-ban tartják az első versenyt, mely az Eurovíziós Ázsia-dalfesztivál (angolul: Eurovision Asia Song Contest) nevet kapta. Ugyanezen a napon mutatták be a dalfesztivál hivatalos weboldalát, Facebook-, Twitter-, Instagram- és YouTube-oldalát, valamint egy reklámfilmet is. 2018. július 14-én azonban az Európai Műsorsugárzók Uniója bejelentette, hogy a verseny előkészületei még mindig kezdeti stádiumban vannak, csökkentve ezzel a dalfesztivál 2018-as debütálásának esélyét, majd október 1-jén Michael Ebeid, az ausztrál eurovíziós és junior eurovíziós részvételért felelős műsorsugárzó, az SBS vezérigazgatója nyilatkozatában kijelentette, hogy a verseny szervezése geopolitikai okokból túl bonyolult, és hogy a csatorna jelen pillanatban a 2019-es Eurovíziós Dalfesztiválon való részvételre fókuszál.
Mindezekkel ellentétben a 9News Gold Coast nevű híroldal egy október 31-én megjelent cikke szerint a legelső Eurovíziós Ázsia-dalfesztivált 2019. december 7-én tartják meg az ausztráliai Gold Coastban található, 6 000 férőhelyes Gold Coast Kongresszusi és Kiállítási Központban, mely ugyanazon év február 9-én adott otthont a Eurovision: Australia Decides nevű eurovíziós válogatóműsornak is.
| Ausztrália Sydney Gold Coast |

### A verseny formátuma
A szervezők elképzelései alapján a résztvevők maximális létszámát húszban állapították meg, illetve eredetileg csak egy döntőt terveztek, azonban 2016. május 7-én bejelentették, hogy a későbbi években már elődöntőket is alkalmaznának a résztvevők számának függvényében. Emellett a házigazdák elgondolása alapján az Eurovíziós Ázsia-dalfesztivál nyertese lehetőséget kap a soron következő Eurovíziós Dalfesztiválon való fellépésre is.
A verseny az előzetes tervek szerint nyolc napon át tart majd, próbákkal, sajtó-konferenciákkal és vörös szőnyeges nyitóceremónia-bevonulással, végül egy három órás, élőben közvetített döntővel, az Eurovíziós Dalfesztiválhoz hasonlóan.
A rendezés a 2019 és 2031 közti időszakban rotációs rendszerben működne, ellentétben az Eurovíziós Dalfesztivállal, ahol az adott évi győztes automatikusan megkapja a következő verseny rendezési jogát. Emellett az első tizenkét év minden negyedik évében Gold Coast adna otthont a fesztiválnak.
A döntőt minden résztvevőnek kötelezően közvetítenie kell élőben, de további országok is lehetőséget kapnak erre, valamint élő közvetítést biztosít a dalverseny és az Eurovíziós Dalfesztivál hivatalos YouTube-csatornája is. Eltérés lesz az európai változattól egy tervezett hivatalos háttérműsor, melyet a dalverseny napjaiban adnak le, és a verseny előkészületeit és próbáit fogja bemutatni.

## A résztvevők
| Afganisztán             | Guam              | Kuvait            | Palesztina       |
| Amerikai Szamoa         | India             | Makaó             | Szamoa           |
| Ausztrália              | Indonézia         | Malajzia          | Szaúd-Arábia     |
| Azerbajdzsán            | Irak              | Maldív-szigetek   | Szingapúr        |
| Bahrein                 | Irán              | Marshall-szigetek | Szíria           |
| Banglades               | Izrael            | Mianmar           | Tádzsikisztán    |
| Bhután                  | Japán             | Mikronézia        | Thaiföld         |
| Brunei                  | Jemen             | Mongólia          | Tokelau-szigetek |
| Ciprus                  | Jordánia          | Nauru             | Tonga            |
| Cook-szigetek           | Kambodzsa         | Nepál             | Törökország      |
| Dél-Korea               | Katar             | Niue              | Türkmenisztán    |
| Egyesült Arab Emírségek | Kazahsztán        | Omán              | Tuvalu           |
| Észak-Korea             | Kelet-Timor       | Oroszország       | Új-Kaledónia     |
| Északi-Mariana-szigetek | Kína              | Örményország      | Új-Zéland        |
| Fidzsi-szigetek         | Kínai Köztársaság | Pakisztán         | Üzbegisztán      |
| Francia Polinézia       | Kirgizisztán      | Palau             | Vanuatu          |
| Fülöp-szigetek          | Kiribati          | Pápua Új-Guinea   | Vietnám          |
| Grúzia                  | Laosz             | Salamon-szigetek  | Wallis és Futuna |
| Hongkong                | Libanon           | Srí Lanka         |                  |

A szervezők 17 ország részvételére számítanak, a hivatalos résztvevői listát a tervek szerint 2019 májusában hozzák nyilvánosságra.

## A szavazás
A szavazási rendszer megegyezik az Eurovíziós Dalfesztiválon alkalmazott szavazási rendszerrel, vagyis az eredményt a nézői szavazás és a szakmai zsűri fele-fele arányban alakítja ki.

## Térkép

Országok, melyek már megnevezték az indulójukat
Országok, melyek már jelezték, hogy részt vesznek

## Lehetséges résztvevők
| # | Ország                  | Nyelv | Előadó | Dal | Magyar fordítás | Helyezés | Pontszám |
| - | ----------------------- | ----- | ------ | --- | --------------- | -------- | -------- |
|   | Ausztrália              |       |        |     |                 |          |          |
|   | Dél-Korea               |       |        |     |                 |          |          |
|   | Egyesült Arab Emírségek |       |        |     |                 |          |          |
|   | Hongkong                |       |        |     |                 |          |          |
|   | India                   |       |        |     |                 |          |          |
|   | Indonézia               |       |        |     |                 |          |          |
|   | Japán                   |       |        |     |                 |          |          |
|   | Kazahsztán              |       |        |     |                 |          |          |
|   | Kína                    |       |        |     |                 |          |          |
|   | Maldív-szigetek         |       |        |     |                 |          |          |
|   | Pápua Új-Guinea         |       |        |     |                 |          |          |
|   | Salamon-szigetek        |       |        |     |                 |          |          |
|   | Szingapúr               |       |        |     |                 |          |          |
|   | Törökország             |       |        |     |                 |          |          |
|   | Új-Zéland               |       |        |     |                 |          |          |
|   | Vanuatu                 |       |        |     |                 |          |          |
|   | Vietnám                 |       |        |     |                 |          |          |

## A szavazás és a nemzetközi közvetítések

### Kommentátorok
| Ország                  | Kommentátor | Közvetítő csatorna |
| ----------------------- | ----------- | ------------------ |
| Ausztrália              | N/A         | Blink TV, SBS      |
| Dél-Korea               | N/A         |                    |
| Egyesült Arab Emírségek | N/A         |                    |
| Hongkong                | N/A         |                    |
| India                   | N/A         |                    |
| Indonézia               | N/A         |                    |
| Japán                   | N/A         |                    |
| Kazahsztán              | N/A         | Habar              |
| Kína                    | N/A         |                    |
| Maldív-szigetek         | N/A         | TVM                |
| Pápua Új-Guinea         | N/A         | NTS                |
| Salamon-szigetek        | N/A         | SIBC               |
| Szingapúr               | N/A         |                    |
| Törökország             | N/A         | TRT                |
| Új-Zéland               | N/A         | TVNZ               |
| Vanuatu                 | N/A         | TBV                |
| Vietnám                 | N/A         |                    |

## Lásd még
- 2019-es Eurovíziós Dalfesztivál
- 2019-es Junior Eurovíziós Dalfesztivál
- 2019-es Fiatal Táncosok Eurovíziója
- 2019-es Eurovíziós Kórusverseny